# مكسيم كولن
مكسيم كولن (15 نوفمبر 1991 بأراس في فرنسا - ) (بالفرنسية: Maxime Colin)‏ هو لاعب كرة قدم فرنسي في مركز الظهير. شارك مع منتخب فرنسا تحت 20 سنة لكرة القدم. أما مع النوادي، فقد لعب مع نادي برينتفورد ونادي بولون ونادي تروا ونادي رويال أندرلخت.

## وصلات خارجية
- مكسيم كولن على موقع الاتحاد الدولي (مؤرشف)  (الإنجليزية)
- مكسيم كولن على موقع رابطة كرة القدم الفرنسية للمحترفين (الإنجليزية)
- مكسيم كولن على موقع قاعدة بيانات كرة القدم.إي يو (الإنجليزية)
- مكسيم كولن على موقع ليكيب (الفرنسية)
- مكسيم كولن على موقع Soccerbase.com (لاعب) (الإنجليزية)
- مكسيم كولن على موقع Soccerway.com (الإنجليزية)
- مكسيم كولن على موقع عالم كرة القدم.نت (الإنجليزية)
- مكسيم كولن على موقع AS.com (الإسبانية)